# Саркырама (Толебийский район)
Саркырама (каз. Сарқырама, до 1992 г. — Подгорное) — село в Толебийском районе Туркестанской области Казахстана. Входит в состав Жогаргы Аксусского сельского округа. Код КАТО — 515845200.

## Население
В 1999 году население села составляло 1580 человек (806 мужчин и 774 женщины). По данным переписи 2009 года, в селе проживало 1011 человек (546 мужчин и 465 женщин).